# Philhygra fuscula
Philhygra fuscula är en skalbaggsart som först beskrevs av Thomas Casey 1906.  Philhygra fuscula ingår i släktet Philhygra och familjen kortvingar. Inga underarter finns listade i Catalogue of Life.